# Verde de París

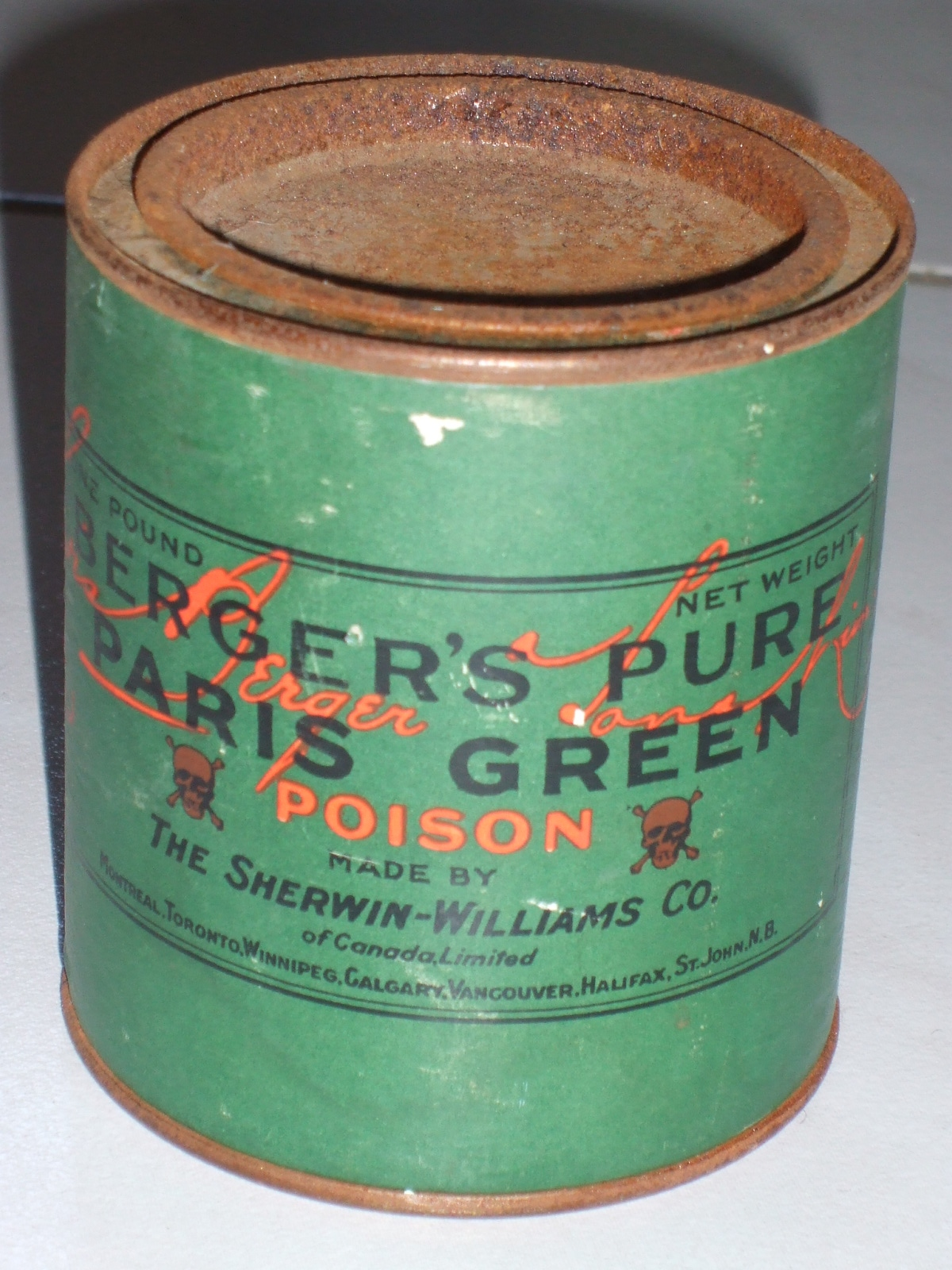

El Verde de París, Verde-París o verde de Schweinfurt (Schweinfurter Grün) es uno de los primeros insecticidas de los que existe constancia. Inicialmente se usó como pigmento verde esmeralda y está químicamente relacionado con el verde de Scheele.
Verde de París es el nombre popular que se dio a un compuesto con propiedades insecticidas descubierto en 1808, el acetoarsenito de cobre, cuya fórmula química corresponde a Cu3As2O3Cu(C2H3O2)2, CuCl. Inicialmente se comercializó en 1814, no como pesticida, sino como un mero pigmento para tintas, debido al color verde intenso que presentaba. Tras atribuirse a este compuesto los envenenamientos de algunas personas que pintaban cuadros fue prohibido su empleo como tinte. Aparecen rastros de este veneno en numerosos cuadros pintados durante el siglo XIX.
En 1867 el Verde de París comenzó a emplearse como pesticida, siendo el principal insecticida empleado, principalmente en Estados Unidos, para combatir el escarabajo de la patata. En 1900 era usado ampliamente, lo que llevó el gobierno de los Estados Unidos a establecer la primera legislación en el país sobre el uso de insecticidas.
Unos años después, debido a su extrema toxicidad en mamíferos, se prohibió definitivamente su uso.